# Standardni čas
Standardni čas je rezultat sinhronizacije večjega števila ur na različnih geografskih lokacijah v istem časovnem pasu. Standardni čas je nadomestilo za univerzalni čas. Vse ure na določenem časovnem pasu tečejo enako in kažejo enak čas.
Kjer se uporablja poletni čas, je standardni čas enak času brez dodane (odvzete) ure zaradi poletnega (zimskega) časa. 

## Zgodovina
Uporaba standardnega časa je nastala iz povsem praktičnih razlogov. Do 19. stoletja je imela vsaka lokalna skupnost svoj čas. Z razvojem železnice se je postal takšen način merjenja časa izredno neprimeren. Zaradi tega so leta 1883 v ZDA uvedli časovne pasove.
Standardni čas je predlagal Sandford Fleming leta 1879. Njegov predlog je bil, da bi celotno površino Zemlje razdelili na 24 časovnih pasov, širokih 15°. V takšnem pasu pa bi vse ure imele isti čas, med pasovi pa se bi razlikovale za 1 uro. Lokalni pas Kraljevega greenwiškega observatorija je bil sprejet kot standard v letu 1884 na Mednarodni poldnevniški konferenci v Washingtonu, kjer so sprejeli kot začetni poldnevnik greenwiški poldnevnik. Po letu 1929 so vse pomembnejše države sprejele časovne pasove.